# 보인자
보인자(保因者, 영어: carrier)는 돌연변이 등 유전병의 유전 인자는 가지고 있으나, 겉으로 드러나지는 않는 사람이나 생물을 가리킨다.
예를 들어 영국 빅토리아 여왕의 딸 앨리스 공주와 베아트리스 공주는 X 염색체를 통해 반성 유전되는 혈우병 인자를 가진 보인자였다. 이들의 자손을 통해 스페인과 러시아 왕가에 혈우병이 퍼지게 되었다.
성염색체 유전 보인자의 경우 남성이 여성보다 훨씬 더 자주 영향을 받는다.